# Magari oppure no (singolo)
Magari oppure no è un brano musicale scritto da Daniele Coro e Federica Camba, e interpretato da quest'ultima per il suo album di debutto Magari oppure no.

## Il brano
Magari oppure no è stato presentato da Federica Camba durante la puntata del 30 gennaio 2010 del talent show Amici di Maria De Filippi. Il brano è stato reso disponibile come singolo per il download digitale e per l'airplay radiofonico a partire dal 15 gennaio 2010.

## Il video
Il video musicale è uscito il 10 dicembre 2010 sulla pagina YouTube della cantante, raccogliendo oltre 190 000 visualizzazioni.